# Xã Center, Quận Pope, Arkansas
Xã Center (tiếng Anh: Center Township) là một xã thuộc quận Pope, tiểu bang Arkansas, Hoa Kỳ. Năm 2010, dân số của xã này là 523 người.